# Momčilo Đokić
Momčilo Đokić in serbo Moмчилo Ђoкић?, anche scritto Momčilo Djokić (Kuršumlija, 27 febbraio 1911 – Bela Crkva, 21 aprile 1983) è stato un calciatore jugoslavo.

## Carriera
Đokić giocò per tutta la carriera nel Jugoslavija, squadra di Belgrado.
Disputò il Mondiale 1930 con la Jugoslavia.